# Alpiner Skieuropacup 1985/86
Gesamt- und Disziplinenwertungen der Saison 1985/1986 des Alpinen Skieuropacups.

## Europacupwertungen

### Gesamtwertung
| Rang | Name               | Land       | Punkte |
| ---- | ------------------ | ---------- | ------ |
| 01   | Rudolf Nierlich    | Österreich | 220    |
| 02   | Niklas Lindqvist   | Schweden   | 125    |
| 03   | Helmut Mayer       | Österreich | 111    |
| 04   | Carlo Gerosa       | Italien    | 110    |
| 05   | Michael Plöchinger | Schweiz    | 105    |
| 06   | Gerhard Lieb       | Österreich | 100    |
| 07   | Rainer Salzgeber   | Österreich | 097    |
| 08   | Mats Ericson       | Schweden   | 073    |
| 09   | Ernst Riedlsperger | Österreich | 068    |
| 10   | Franck Pons        | Frankreich | 065    |

| Rang | Name                      | Land       | Punkte |
| ---- | ------------------------- | ---------- | ------ |
| 01   | Manuela Rüf               | Österreich | 189    |
| 02   | Catharina Glassér-Bjerner | Schweden   | 165    |
| 03   | Astrid Geisler            | Österreich | 114    |
| 04   | Andrea Salvenmoser        | Österreich | 109    |
| 05   | Christine von Grünigen    | Schweiz    | 108    |
| 06   | Chantal Bournissen        | Schweiz    | 105    |
| 07   | Beatrice Gafner           | Schweiz    | 103    |
| 08   | Cecilia Lucco             | Italien    | 102    |
| 09   | Nicoletta Merighetti      | Italien    | 098    |
| 10   | Camilla Nilsson           | Schweden   | 095    |

### Abfahrt
| Rang | Name               | Land       | Punkte |
| ---- | ------------------ | ---------- | ------ |
| 1    | Michael Plöchinger | Schweiz    | 105    |
| 2    | Franck Pons        | Frankreich | 065    |
| 3    | Atle Skårdal       | Norwegen   | 062    |
| 4    | Alberto Ghidoni    | Italien    | 058    |
| 5    | Carlo Cerutti      | Italien    | 053    |

| Rang | Name               | Land        | Punkte |
| ---- | ------------------ | ----------- | ------ |
| 1    | Chantal Bournissen | Schweiz     | 105    |
| 2    | Beatrice Gafner    | Schweiz     | 103    |
| 3    | Astrid Geisler     | Österreich  | 089    |
| 4    | Golnur Postnikova  | Sowjetunion | 063    |
| 5    | Lucie Laroche      | Kanada      | 054    |

### Super-G
| Rang | Name             | Land       | Punkte |
| ---- | ---------------- | ---------- | ------ |
| 1    | Rainer Salzgeber | Österreich | 45     |
| 2    | Rudolf Stocker   | Österreich | 40     |
| 3    | Batista Tomasoni | Italien    | 32     |
| 4    | Jean-Luc Crétier | Frankreich | 28     |
| 5    | Rudolf Nierlich  | Österreich | 25     |
| 5    | Alberto Tomba    | Italien    | 25     |
| 5    | Stefan Grunder   | Schweiz    | 25     |

| Rang | Name               | Land       | Punkte |
| ---- | ------------------ | ---------- | ------ |
| 1    | Astrid Geisler     | Österreich | 25     |
| 2    | Ulrike Maier       | Österreich | 20     |
| 3    | Andrea Salvenmoser | Österreich | 15     |
| 4    | Kjersti Nilsen     | Norwegen   | 12     |
| 5    | Lara Magoni        | Italien    | 11     |

### Riesenslalom
| Rang | Name             | Land       | Punkte |
| ---- | ---------------- | ---------- | ------ |
| 1    | Rudolf Nierlich  | Österreich | 106    |
| 2    | Helmut Mayer     | Österreich | 089    |
| 3    | Niklas Lindqvist | Schweden   | 052    |
| 3    | Rainer Salzgeber | Österreich | 052    |
| 5    | Walter Gugele    | Österreich | 046    |

| Rang | Name                      | Land       | Punkte |
| ---- | ------------------------- | ---------- | ------ |
| 1    | Cecilia Lucco             | Italien    | 102    |
| 2    | Manuela Rüf               | Österreich | 098    |
| 3    | Fulvia Stevenin           | Italien    | 060    |
| 3    | Monica Äijä               | Schweden   | 060    |
| 5    | Catharina Glassér-Bjerner | Schweden   | 056    |

### Slalom
| Rang | Name               | Land       | Punkte |
| ---- | ------------------ | ---------- | ------ |
| 1    | Carlo Gerosa       | Italien    | 110    |
| 2    | Rudolf Nierlich    | Österreich | 089    |
| 3    | Niklas Lindqvist   | Schweden   | 073    |
| 3    | Mats Ericson       | Schweden   | 073    |
| 5    | Ernst Riedlsperger | Österreich | 068    |

| Rang | Name                      | Land       | Punkte |
| ---- | ------------------------- | ---------- | ------ |
| 1    | Catharina Glassér-Bjerner | Schweden   | 109    |
| 2    | Christine von Grünigen    | Schweiz    | 108    |
| 3    | Nicoletta Merighetti      | Italien    | 098    |
| 4    | Manuela Rüf               | Österreich | 091    |
| 5    | Camilla Nilsson           | Schweden   | 075    |